# Sext Atili Serrà Gavià
Sext Atili Serrà Gavià (en llatí Sextus Atilius Serranus Gavianus) va ser un magistrat romà. Originalment formava part de la gens Gàvia, però va ser adoptat per un membre de la gens Atília.
Va ser qüestor el 63 aC l'any del consolat de Ciceró, que el va afavorir. Però l'any 57 aC quan va ser tribú de la plebs va ser subornat pels enemics de Ciceró per intentar evitar que l'orador tornés del seu desterrament. Amb suport del seu col·lega Quint Numeri Ruf es va oposar al retorn de Ciceró per tots els mitjans.
Quan el cònsol Publi Corneli Lèntul va proposar l'1 de gener que Ciceró pogués tornar de l'exili, Gavià va demanar un dia i una nit per pensar-s'ho, i va aconseguir més diners dels seus subornadors. Finalment, quan Ciceró va poder tornar, Gavià va vetar la llei que restaurava a l'orador la seva antiga casa, però va haver de retirar la seva oposició per manca de suport.